# Kirmes (Film)
Kirmes ist ein deutscher Spielfilm aus dem Jahre 1960.

## Handlung
Der Film spielt 1944 und 1959 in einem Dorf in der Eifel. Alljährlich findet in diesem Dorf eine Kirmes statt. Auf dem Festplatz wird ein Karussell aufgebaut. Bei der Verankerung des Karussells im Boden findet man ein Skelett. Daneben einen Wehrmachtshelm und eine Maschinenpistole. Mit dem Skelett wird auch die Geschichte des jungen Wehrmachtssoldaten Robert Mertens an die Oberfläche gebracht.
Robert war 1944 desertiert und suchte in seinem Heimatdorf die Hilfe seiner Eltern, Freunde und der Bewohner des Dorfes. Zunächst versteckte er sich im elterlichen Haus. Als er entdeckt wurde, ging die Angst im Dorf umher. Niemand, nicht einmal die Eltern oder der Pfarrer des Dorfes, wagte es, dem verzweifelten jungen Mann zu helfen. Letztlich sah er als einzigen Ausweg den Selbstmord. Die Leiche des Jungen wurde von der Familie in einem Bombentrichter verscharrt.
Als das Skelett 1959 wieder zum Vorschein kommt, ist der ehemalige Ortsgruppenleiter der NSDAP Bürgermeister des Dorfes und möchte nicht an die Vergangenheit erinnert werden. Aber auch der Rest der Ortschaft sieht lieber Gras über die Geschichte wachsen. Auf dem Denkmal zu Ehren der Gefallenen des Krieges steht der Name „Robert Mertens“ als vermisst. Und dieser Ehrenplatz soll nicht besudelt werden durch seine damalige Fahnenflucht.

## Drehort
Der Film wurde ab Mai 1960 zu großen Teilen in der zum Ort Barbis gehörenden ehemaligen Domäne Scharzfels gedreht. Als Atelier dienten die Real-Film-Studios Hamburg-Wandsbek. Die Uraufführung erfolgte am 2. Juli 1960 bei den Internationalen Filmfestspielen Berlin.

## Kritiken
- Lexikon des internationalen Films: Ein engagierter Film, der Feigheit und Mitläufertum als konstante Verhaltensweisen im Dritten Reich ebenso wie im Nachkriegsdeutschland herausarbeiten möchte, aber an seiner allzu plakativen Argumentation krankt. Die Täter sind bis zur Karikatur verzerrt, die Handlung verläuft lehrbuchhaft und zähflüssig. Statt Zorn und Trauer wird ein konturloser, resignativer Mißmut ausgelöst.[4]

- Das ist seit Wickis Brücke der immerhin der wichtigste, anständigste deutsche Zeitfilm, der sich offen der Vergangenheit stellt. Vielleicht hat er mich deshalb noch stärker beeindruckt, weil er nicht mit dem Zusammenbruch endet. Das Jahr 1945 war gottlob nur eine Zäsur, kein Schlußstrich; wie die Überlebenden nach all jener Brutalität wieder ins normale Leben fanden – das ist eine Frage, die noch immer bewegt. Staudtes Antwort ist genau, aber bitter. Hans Dieter Roos, Süddeutsche Zeitung, 5. September 1960

- Einer der wenigen deutschen Filme jener Zeit, die sich nicht nur ernsthaft mit Vergangenheit auseinandersetzen, sondern darüber hinaus Lehren für die Gegenwart ziehen wollen. Diesen Film hat Staudte mit spürbarem Engagement gedreht – mit dem negativen Erfolg u. a., daß er Menschen und Situationen voller Abscheu verzeichnet hat. Da unterlaufen dem begabten Regisseur dann plötzlich die üblichen Klischees von den beschränkten stiernackigen Nazis und sogar von den leichtlebigen Französinnen. Die Bedingtheiten des Milieus in einem kleinen Eifeldorf werden so vernachlässigt, daß der Zuschauer es leicht hat, sich der persönlichen Nutzanwendung zu entziehen. In seinem Bemühen, deutlich zu sein, ist Staudte überdeutlich geworden und hat damit letzten Endes sein Thema um die erhoffte Wirkung gebracht.[5]

- Im gleichen Jahr 1960 stellte Staudte Kirmes fertig, den ersten Film, den er über die von ihm mitgegründete Produktionsfirma FFP finanziert hatte. […] Kirmes ist der intimste Film Staudtes, weniger appelativ als Die Mörder sind unter uns und anders als Rosen für den Staatsanwalt überhaupt nicht auf unterhaltsame Wirkung bedacht; Staudte öffnete sich, reflektierte seine persönliche Enttäuschung […] Die politischen Reaktionen auf den Film legten ein umso erschreckenderes Bild der geistigen Verfassung Deutschlands offen […] Dieses Mal wurde zwar weder von einer staatlichen Zensurbehörde noch von einem gewinnorientierten Produzenten in seinen Film eingegriffen. Aber es zeigte sich drastisch, dass der freie Markt auch andersartige Möglichkeiten zur Verfügung stellte, den freien Austausch der Ideen zu sabotieren.[6]

## Auszeichnungen
Der Film lief im Wettbewerb der Berlinale 1960. Juliette Mayniel erhielt einen Silbernen Bären als beste Darstellerin.
Die Deutsche Film- und Medienbewertung FBW in Wiesbaden verlieh dem Film das Prädikat wertvoll.